# Bad Reputation (album, Joan Jett)
Bad Reputation je první sólové studiové album americké zpěvačky a kytaristky Joan Jett. Původně vyšlo v květnu roku 1980 pod názvem Joan Jett. V lednu 1981 vyšlo v reedici pod názvem Bad Reputation (vydala jej společnost Boardwalk Records). Na produkci alba se podíleli Kenny Laguna, Ritchie Cordell, Mark Dodson, Steve Jones a Paul Cook. Album vzniklo předtím, než Joan Jett sestavila svou později dlouholetou doprovodnou skupinu The Blackhearts.

## Seznam skladeb
1. Bad Reputation – 2:49
2. Make Believe – 3:11
3. You Don't Know What You've Got – 3:44
4. You Don't Own Me – 3:27
5. Too Bad on Your Birthday – 2:58
6. Do You Wanna Touch Me (Oh Yeah) – 3:48
7. Let Me Go – 2:42
8. Doing Alright with the Boys – 3:38
9. Shout – 2:48
10. Jezebel – 3:28
11. Don't Abuse Me – 3:38
12. Wooly Bully – 2:20

## Obsazení
- Joan Jett – zpěv, kytara, doprovodné vokály
- Lea Hart – kytara, doprovodné vokály
- Buzz Chandler – kytara
- Frank Infante – kytara
- Lou Maxfield – kytara
- Sean Tyla – kytara
- Steve Jones – baskytara, kytara
- Eric Ambel – kytara
- Kenny Laguna – klavír, varhany, clavinet, tamburína, doprovodné vokály
- Jeff Bannister – klavír
- Jeff Peters – baskytara, doprovodné vokály
- Richard D'Andrea – baskytara
- Micky Groome – baskytara
- Paul Simmons – bicí, doprovodné vokály
- Clem Burke – bicí
- Paul Cook – bicí
- Joel Turrisi – bicí
- Johnny Earle – saxofon
- Mick Eve – saxofon
- Commander Goonwaddle – trubicové zvony
- Ritchie Cordell – zvukové efekty, doprovodné vokály
- Martyn Watson – doprovodné vokály
- Rainbow Smith – doprovodné vokály